# Hans-Gert von Sluyterman-Böninger
Hans-Gert von Sluyterman-Böninger (* 2. September 1927 in Duisburg; † 10. April 2013 in Bernau am Chiemsee) war ein deutscher Unternehmer.

## Leben
Hans-Gert von Sluyterman-Böninger, Sohn von Hans-Bernhard von Sluyterman-Böninger, betrieb die  Arnold Böninger GmbH & Co. bzw. die Arnold Böninger Tabakfabrik GmbH & Co. in Duisburg, die sich vor allem dem Tabakhandel widmete. Das Familienunternehmen war aus einer von Peter Böninger im ersten Drittel des 17. Jahrhunderts gegründeten Kolonialwarenhandlung hervorgegangen. Bis 1973 stellte das Unternehmen in Duisburg noch Rauchtabak und Stumpen her. Doch bereits seit den 1950er Jahren richtete Sluyterman-Böninger seine Geschäftstätigkeit immer mehr auf den Tabakimport und -handel aus, u. a. unter dem Namen Tobacco Company Inc. Lancaster Henderson. Er war Vorstand des Verbandes der deutschen Rauchtabakindustrie.
Auf dem Anwesen der Familie Böninger an der Düsseldorfer Straße in Duisburg wurde das Wilhelm Lehmbruck Museum errichtet. In Hochfeld wurde der Böninger Park nach der Familie benannt.
Hans-Gert von Sluyterman-Böninger war Hauptmann der Reserve, Rechtsritter des Johanniterordens und Träger des Bundesverdienstkreuzes. Er starb auf „Gut Lambelhof“ in der Ortslage Kraimoos in Bernau am Chiemsee.